# Qiryat Gat
Qiryat Gat (hebreiska: קריית גת, קרית גת) är en ort i Israel.   Den ligger i distriktet Södra distriktet, i den centrala delen av landet. Qiryat Gat ligger 133 meter över havet och antalet invånare är 47 450.
Terrängen runt Qiryat Gat är platt.Runt Qiryat Gat är det tätbefolkat, med 331 invånare per kvadratkilometer. Närmaste större samhälle är Ashqelon, 19,4 km väster om Qiryat Gat. Trakten runt Qiryat Gat består till största delen av jordbruksmark.